# Neolitsea aureosericea
Neolitsea aureosericea är en lagerväxtart som beskrevs av Kostermans. Neolitsea aureosericea ingår i släktet Neolitsea och familjen lagerväxter. Inga underarter finns listade i Catalogue of Life.